# 瓦曼里帕約克山 (萬卡韋利卡大區)
12°59′37″S 75°10′45″W / 12.99361°S 75.17917°W
瓦曼里帕約克山（Wamanripayuq），是秘魯的山峰，位於該國中南部萬卡韋利卡大區，由卡斯特羅維雷納區和聖阿納區負責管轄，屬於瓊塔山脈的一部分，海拔高度5,000米。